# Dinsheim-sur-Bruche
Dinsheim-sur-Bruche  (in alsaziano Dinse) è un comune francese di 1 515 abitanti situato nel dipartimento del Basso Reno nella regione del Grand Est.
Per effetto del decreto n° 2003-736, dal 1º agosto 2003, questo comune ha ottenuto l'attuale denominazione in luogo della precedente: Dinsheim.

## Società

### Evoluzione demografica
Abitanti censiti